# Koumra
Koumra is een stad in Tsjaad en is de hoofdplaats van de regio Mandoul.
Koumra telt naar schatting 39.000 inwoners.